# Alþýðublaðið
Народная газета (исл. Alþýðublaðið) — исландское издание, выпускавшееся Социал-демократической партией Исландии. Публиковалась с 29 октября 1919 года по 2 октября 1998 года. Первоначально газета выходила шесть раз в неделю, но перестала быть ежедневной 1 августа 1997 года. Последний выпуск вышел 2 октября 1998 года. В 1959—1969 годах главным редактором был Бенедикт Сигюрдссон Грёндаль.